# 알타이 공화국의 기
알타이 공화국의 국기는 1992년 2월 7일에 제정되었다. 하얀색은 부활, 사랑 그리고 알타이 공화국의 사람들을, 하늘색은 청결함, 산, 강, 호수, 그리고 천국을 뜻한다.
디자이너는 V. P. 추쿠예프(V. P. Chukuyev)이고, 채택일은 1992년 2월 7일이다. 1994년 6월 29일에 2:3 비율로 변경되었으나, 2003년 4월 24일에 1:2 비율로 변경되었다.

## 같이 보기
- 러시아의 기 목록